# Dragica Wedam Lukić
Dragica Wedam Lukić, slovenska pravnica in sodnica, * 13. maj 1949, Ljubljana.
Leta 1971 je diplomirala na Pravni fakulteti v Ljubljani. Med letoma 1994 in 1995 je bila prorektorica Univerze v Ljubljani. 1. aprila 1998 jo je Državni zbor Republike Slovenije izvolil na položaj ustavne sodnice, mandat se ji je iztekel 31. marca 2007, med letoma 2001 in 2004 je bila tudi (kot prva ženska) predsednica Ustavnega sodišča.
Po upokojitvi je bila izvoljena za zaslužno profesorico Univerze v Ljubljani.